# پاپ لاتین
پاپ لاتین (به اسپانیایی و ایتالیایی و پرتغالی: Pop Latino به فرانسوی: Pop Latine) نوعی از موسیقی پاپ می‌باشد که تحت تأثیر فرهنگ لاتین قرار گرفته‌است. از نظر گستره جغرافیایی از آمریکای لاتین تا اروپای لاتین (اسپانیا، ایتالیا، فرانسه، رومانی) را در بر می‌گیرد. موسیقی پاپ لاتین معمولاً به زبان‌های اسپانیایی، ایتالیایی، فرانسوی، پرتغالی و دیگر زبان‌های رومی خوانده می‌شود هرچند که انگلیسی و زبان‌های دیگر هم برای این سبک متداول است. به علاوه بسیاری از خوانندگان بین‌المللی ایتالیا و فرانسه برای مخاطبان اسپانیایی زبان به اسپانیایی نیز می‌خوانند. بزرگترین ترانه‌سرایان و خوانندگان در پاپ لاتین عبارتند از: بد بانی، انریکه ایگلسیاس، خولیو ایگلسیاس، روسیو دورکال خوان لوئیز گرا، سلنا، لوئیز میگل، ریکی مارتین، سلنا گومز، گلوریا استفان، بلیندا، شکیرا، آلهاندرو سانز، جنیفر لوپز، خوزه فلیسیانو، خوانس.
ریکی مارتین، خواننده اهل پورتوریکو، لقب پادشاه پاپ لاتین را دارد.

## تاریخچه
امروزه پاپ لاتین یکی از محبوب‌ترین سبک‌های موسیقی لاتین می‌باشد و از دهه ۱۹۶۰ میلادی رونق جهانی یافت. سازهای متداول در این سبک گیتار کلاسیک، گیتار فلامنکو، گیتار بیس، درام (ساز) و پیانو می‌باشد.